# Луций Ноний Калпурний Торкват Аспренат
Вижте пояснителната страница за други личности с името Луций Ноний Аспренат.
Луций Ноний Калпурний Торкват Аспренат (на латински: Lucius Nonius Calpurnius Torquatus Asprenas) е политик и сенатор на Римската империя през 1 и 2 век. Фамилията Нонии Аспренат са роднини на император Тиберий.

## Биография
Син е на Луций Ноний Калпурний Аспренат, суфектконсул между 70 и 74/78 г., и Ария Калпурния.
Аспренат е авгур. През 94 г. е редовен консул заедно с Тит Секстий Магий Латеран. През 107/108 г. е проконсул на Азия. През 128 г. той е за втори път консул. Колега му е Марк Аний Либон.
Неговата дъщеря Торквата се омъжва за Луций Помпоний Бас (суфектконсул 118 г.).